# Mary Butler
Mary Butler, née le 29 septembre 1966 à Waterford, est une femme politique irlandaise, membre du Fianna Fáil (FF).
Depuis juillet 2020, elle est secrétaire d'État à la Santé mentale puis, depuis janvier 2025, whip en chef du gouvernement.
Elle est Teachta Dála (TD) pour la circonscription de Waterford depuis 2016. Elle est auparavant présidente de la commission de l'emploi, de l'entreprise et de l'innovation de 2016 à 2020,.

## Biographie
Elle est porte-parole junior du Fianna Fáil pour les personnes âgées et présidente du groupe multiparti Oireachtas sur la démence. Elle est membre du conseil municipal et du comté de Waterford de 2014 à 2016, avant son élection au Dáil en 2016.
Butler est opposée à la légalisation de l'avortement en Irlande. Elle appelle à voter non lors du référendum de 2018 sur l'avortement.
En 2020, elle est nommée ministre d'État au ministère de la Santé chargée de la santé mentale et des personnes âgées.
Butler est mariée à Michael et ils ont trois enfants. Elle a survécu à une alerte au cancer de la peau en 2022.